# Duan Sui
Duan Sui (段隨) (? -386) bio je vladar kineske/Xianbei države Zapadni Yan. Bio je general u vojsci princa Murong Chonga, koji nakon osvajanja Chang'ana, prijestolnice države Raniji Qin, nije htio otići na istok u postojbinu Xianbeija, iako su to htjele njegove pristaše. Zato se stvorila zavjera tokom koje je u proljeće 386. general Han Yan (韓延) ubio Murong Chonga. Za novog je princa postavljen Duan Sui. Međutim, odmah se protiv njega stvorila zavjera iza koje su stajali članovi klana Murong, nezadovoljni time što državom ne vlada član dotadašnje dinastije. Samo mjesec dana kasnije Duan Sui je ubijen, a za novog cara postavljen Murong Yi, sin Murong Huana, nekadašnjeg princa države Raniji Yan. 